# Сухоруков, Алексей Фадеевич
Алексей Фадеевич Сухоруков (12 июня 1928, Орловка, Тульская губерния — 8 января 2001) — бригадир столяров, Герой Социалистического Труда (1971).

## Биография
Родился 12 июня 1928 года в деревне Орловка (ныне — Чернский район Тульской области).
После окончания неполной средней школы работал столяром. С 1954 года работал столяром, а с 1966 года — бригадиром столяров Строительно-монтажного управления № 1 Первого строительно-монтажного треста Министерства среднего машиностроения СССР.
Бригада Сухорукова участвовала в возведении большого количества объектов промышленности, социальной и бытовой сферы Москвы, в том числе: гостиницы «Орлёнок», Дома культуры «Москворечье», кинотеатров «Эльбрус» и «Мечта», Московского завода полиметаллов, Института биоорганической химии Академии наук СССР имени М. М. Шемякина и многих других. Эта бригада постоянно выполняла нормы выработки на 128—132 %, многократно побеждала в социалистическом соревновании. Кроме того, Сухоруков разработал и внедрил ряд рационализаторских предложений, позволивших экономить ресурсы и улучшить условия труда, активно занимался обучением молодых строителей. Избирался делегатом XXV съезда КПСС, членом Красногвардейского райкома КПСС Москвы, членом Президиума ЦК профсоюза строителей.
Жил в Москве.
Умер 8 января 2001 года. Похоронен в Москве на Щербинском Центральном кладбище.

## Награды
Указом Президиума Верховного Совета СССР от 26 апреля 1971 года за «большие заслуги в выполнении пятилетнего плана по выпуску специальной продукции, внедрению новой техники и передовой технологии» Алексей Фадеевич Сухоруков был удостоен высокого звания Героя Социалистического Труда с вручением ордена Ленина и медали «Серп и Молот». В 1986 году ему была присуждена премия ВЦСПС.
Также награждён рядом медалей.